# Clarks Fork Yellowstone
La rivière Clarks Fork Yellowstone (parfois nommée rivière Clarks Fork) est un affluent de la rivière Yellowstone d’environ 241 km de long située dans les États du Montana et du Wyoming aux États-Unis. C'est donc un sous-affluent du Mississippi par le Missouri.

## Géographie
La rivière naît au sud du Montana dans la forêt nationale de Gallatin au niveau de la cordillère de Beartooth Mountains non loin de Cooke City et du Granite Peak. Elle se dirige ensuite vers le sud-est où elle traverse la forêt nationale de Shoshone dans le Wyoming à l’est du parc national de Yellowstone avant de bifurquer en direction de nord-est pour revenir dans le Montana où elle se jette dans la rivière Yellowstone.
L’affluent Clarks Fork de la rivière Yellowstone ne doit pas être confondu avec la rivière Clark Fork River qui circule dans le Montana et l’Idaho.